# Peugeot 303
El Peugeot 303 fue una propuesta de automóvil realizada por el fabricante francés de automóviles Peugeot, la cual fue cancelada durante su desarrollo. Se pensó en un modelo que reemplazaría al 203 en un futuro, pero dichos planes nunca se materializaron, en su lugar, se optó por el 403, estrenado en 1955.

## Historia y desarrollo
Después de la Segunda Guerra Mundial, Peugeot retomó la fabricación de automóviles, en un principio con vehículos anteriores a dicho periodo, el primer modelo nuevo de posguerra fue el 203, el cual además fue el único modelo fabricado por la compañía desde 1949 hasta 1954. Pero ya se había pensado en el desarrollo de un vehículo de un segmento superior y que reemplazaría al ya mencionado 203 como representante de la gama, así es como se pensó en un modelo denominado 303. El impacto de la guerra fue tal que no parecía rentable continuar y dicho modelo tuvo que ser descartado. Se construyeron exactamente 3 maquetas, de las cuales, sobreviven en el Museo de la Aventura Peugeot (en: Musée de l'Aventure Peugeot).